# بلی کامن (پروکوپیه)
بلی کامن (به صربی: Beli Kamen) یک منطقهٔ مسکونی در صربستان است که در پروکوپلیه واقع شده‌است. بلی کامن ۲۷ نفر جمعیت دارد.